# 35 Dywizja Grenadierów Policji SS
35 Dywizja Grenadierów i Policji SS (niem. 35. SS- und Polizei-Grenadier-Division) powstała w lutym 1945 roku w szkole policyjnej w Dreźnie w oparciu o jednostki policji (14., 29., i 30 pułk policji) i Volkssturmu. W niepełnym stanie walczyła nad Nysą Łużycką, gdzie pod koniec kwietnia została rozbita. W maju część dywizji poddała się nad Łabą Amerykanom, a reszta w okolicach Pragi Armii Czerwonej.

## Dowódcy
- SS-Oberführer Johannes Wirth (luty 1945 – 1 marca 1945)
- Standartenführer Rüdiger Pipkorn (1 marca 1945 – 25 kwietnia 1945)